# 緑黄色社会
緑黄色社会（りょくおうしょくしゃかい）は、日本の男女混合4人組ポップ・ロック・バンド。愛知県出身。所属レーベルはソニー・ミュージックレーベルズ内のエピックレコードジャパン。略称は「リョクシャカ」。2012年に5人組バンドとして結成され、2015年にドラマーの脱退を経て現行の4人組編成となった。
2018年11月にミニアルバム『溢れた水の行方』でメジャーデビュー。2020年に発売されたフルアルバム『SINGALONG』は、オリコン週間デジタルアルバムランキングで最高位2位、オリコン週間アルバムランキングでは最高位7位を記録した。同作のリード曲である「Mela!」が2024年9月時点で4億回を超えるストリーミング再生数を記録しているほか、2023年に発売した「サマータイムシンデレラ」や「花になって」もストリーミング再生1億回を超えるヒットを記録した。

## 経歴

### 5人組としての結成 - ドラマー・杉江泰周の脱退
2011年に名古屋市の中京大学附属中京高等学校の軽音楽部で編成。入学前より長屋晴子と小林壱誓はSNSで繋がっていて、お互いがボーカル志望であることを知った中で、バンドが組まれた。「ボーカルをどっちにする？」という会話はなかったが、部室で楽器を準備していた時に長屋の鼻歌を聴いた小林が「このバンドでは歌えないんだ」と悟ったことから現在の編成となった。peppeは高校の入学式で長屋に誘われたことから加入。
オリジナルの楽曲を制作し始めた段階でベースが脱退したことを受け、小林が幼馴染みである穴見真吾を誘った。穴見は長屋の歌を聴いて即答で加入を決めた。当初は結成記念日が定められていなかったが、後にバンドに穴見が加入し、最初にライブを行なった2012年7月4日がバンドの結成記念日となった。バンド名は、長屋が飲んでいた野菜ジュースを見た小林が「緑黄色野菜」と言ったところ、他のメンバーが「緑黄色社会？」と聞き間違えたことに由来している。
2013年、10代限定の音楽フェス「閃光ライオット」に出場し、準グランプリを獲得。同年4月4日に『ノンカテゴリ』、2014年1月4日に『ラストプレゼント』、2015年8月6日に『リアリズム』と3作の会場限定音源を発売。2015年12月10日をもって、ドラムスの杉江泰周が脱退。以降、4人編成で活動している。

### 全国流通盤の発売、メジャーデビュー以降
2017年1月11日、初の全国流通盤となるミニアルバム『Nice To Meet You??』をタワーレコード限定で発売、併せてタワーレコードのアパレルブランド「WEARTHEMUSIC」のモデルとして長屋とpeppeが起用された。4月7日には初のワンマンライブを名古屋・ell.FITSALLにて開催。
2018年3月14日、初のフルアルバム『緑黄色社会』を発売。6月、前年に発売された沖田円の小説『きみに届け、始まりの歌』の作中に登場する歌詞として書き下ろした「リトルシンガー」を楽曲として完成させ、8月4日に配信限定シングルとして発売。8月5日、ロック・フェスティバル『ROCK IN JAPAN FESTIVAL』に初出演。11月7日にエピックレコードジャパンより発売された3枚目のミニアルバム『溢れた水の行方』でメジャー・デビュー。
2019年5月29日に初のEP『幸せ -EP-』を発売。11月5日にオフィシャルファンクラブ「milestone」がオープン。11月6日に緑黄色社会にとって初となるCDシングル『sabotage』を発売。
2020年4月22日にメジャーレーベルからは初となるフルアルバム『SINGALONG』のダウンロード・ストリーミング配信が開始された。同日にはCD形態でも発売される予定となっていたが、新型コロナウイルスによる緊急事態宣言が発令されたことにより9月30日に発売延期となった。同作に収録の「Mela!」は、2024年9月時点で4億回を超えるストリーミング再生数を記録し、日本レコード協会からはストリーミングでトリプル・プラチナ認定を受けた。7月24日に無観客配信ライブ『SINGALONG tour 2020 -夏を生きる-』を開催し、新曲「夏を生きる」を初披露。
2021年5月23日より約1年半ぶりとなるツアー『リョクシャ化計画2021』を開催。バンド初のホールツアーとなった。8月25日に4枚目のシングル『LITMUS』を発売。表題曲のミュージック・ビデオで「MTV VMAJ 2021」の最優秀ロックビデオ賞を受賞した。
2022年1月26日に3枚目のフルアルバム『Actor』を発売し、3月20日から全国ホールツアー『Actor tour 2022』を開催。全国19会場・20公演に及ぶ自身最大規模のツアーとなった。7月4日、結成10周年記念日となる同日に「ブレス」を配信限定シングルとして発売。9月16日と17日に初の日本武道館ワンマンライブを開催し、2日間で16,000人を動員。12月31日、初出場となった『第73回NHK紅白歌合戦』で「Mela!」を披露。
2023年1月4日、前年9月17日の日本武道館公演の模様を収録したライブ映像作品『緑黄色社会 × 日本武道館“20122022”』を発売。オリコン週間ミュージックBlu-rayランキングとオリコン週間ミュージックDVD・Blu-rayランキングで第1位を獲得した。2月26日、東京都内で『MTV Unplugged』の番組収録が行なわれ、この日の模様は4月1日に放送された。5月17日に4枚目のアルバム『pink blue』を発売し、20日から『pink blue tour 2023』を開催。ツアーは7月16日の香川・レクザムホール公演で最終日を迎え、ツアー全体で4万2000人を動員した。7月22日に台北・南港展覧館で開催されたB'in Music主催の音楽フェスティバル『2023 SUPER SLIPPA 12』に出演。自身初の海外公演となった。8月7日に配信、9月6日にCDで7枚目のシングル『サマータイムシンデレラ』を発売。同作で第65回日本レコード大賞の優秀作品賞を受賞した。12月15日、横浜アリーナ公演を皮切りにアリーナ規模では自身初となる単独ツアー『リョクシャ化計画2023-2024』を開催。
2024年3月14日、バンド名が野菜ジュースに由来することや、出身地がカゴメ本社がある愛知県であることなどから、カゴメの野菜ジュース「野菜生活100」のアンバサダーに就任。また4月1日に神奈川・Kアリーナ横浜で開催されたソニーグループの入社式にて、2024年度の新入社員やコロナ禍中（2020年度から2023年度）に入社した社員合計4100名に向けてライブを行った。7月7日にバンテリンドーム ナゴヤで開催された中日ドラゴンズ「ブルーサマーフェスティバル 2024」の3戦目でセレモニアルピッチと試合後のミニライブを行なった。
2025年2月19日に5枚目のフルアルバム『Channel U』を発売。発売1週目で1.3万枚を売り上げてオリコン週間アルバムランキングで初登場7位を記録。3月8日から6月22日にかけて同作を引っ提げた全国28か所を回るホールツアー『Channel U tour 2025』を開催。結成記念日となる7月4日には「illusion」が配信限定シングルとして発売され、同日および翌5日には東京体育館で『Channel Us 2025 at 東京体育館』が開催された。

## メンバー

### 在籍中のメンバー
※担当楽器の記載は公式プロフィールに準拠。
- 長屋 晴子（ながや はるこ、1995年5月28日[67] - ）（30歳） – ボーカル&ギター
  - 中京大学附属中京高等学校卒業生[68]。
  - 歌手を目指すきっかけとなった憧れの人物として大塚愛[69]やいきものがかり[70]を挙げている。
  - 姉の影響でピアノを習っていた[71]。
  - 中学校時代は吹奏楽部に所属し、トロンボーンを演奏していた[72]。
  - 名前の由来は『SLAM DUNK』のヒロイン・赤木晴子[73]。
  - ライブでは「ブレス」や「ピンクブルー」など一部楽曲でキーボードやシンセサイザーを演奏している[74][75]。
- 小林 壱誓（こばやし いっせい、1996年2月11日[67] - ）（29歳） – ギター
  - 中京大学附属中京高等学校卒業生[68]。
  - 好きなアーティストとしてMr.ChildrenとBUMP OF CHICKENを挙げている[76]。
  - 実家はダンススタジオで[77]、小さい頃にダンスをやっていた[78]。「Bitter」のミュージック・ビデオの振り付けを手がけている[79]。
  - ボウリング場で流れていたYUIのミュージック・ビデオを見たのをきっかけに楽器を始める[80]。一度三日坊主で終わり、緑黄色社会の活動を始めたのを機に本格的に始めた[80]。
  - 楽曲の一部パートでボーカルを担当することもあり、その一例に「始まりの歌」[81]や「S.T.U.D」[82]などがある。
  - 2024年2月3日、一般女性との入籍を発表[83]。
- peppe（ペッぺ、1995年12月6日[67] - ）（29歳） – キーボード
  - 中京大学附属中京高等学校卒業生[68]。
  - 2〜3歳の頃にピアノを始めて、クラシックのコンクールへの出場経験がある[84]。
  - 自身のJ-POPのルーツにSMAPを挙げている[85]。
  - 「バンドに初めて触れた」のは高校1年生の時に長屋に誘われたこととし、それからシンセサイザーやキーボードを知ったと語っている[80]。
  - 大学生時代に世界遺産検定2級を取得し、2019年7月に世界遺産検定1級を取得[86]。
  - 2024年7月5日、Podcast番組『B-side Talk 〜心の健康ケアしてる？』のテーマソングを手がけたことが発表される[87]。
- 穴見 真吾（あなみ しんご、1998年1月27日[67] - ）（27歳） – ベース
  - 名古屋国際中学校・高等学校卒業生[88]。
  - 幼い頃にクラシックバレエをしていた[89]。
  - ベースは「とりあえず始めた」とのことで、中学2年生の時にRed Hot Chili Peppersと出会ったことを「ベースをずっとやっていきたいなと考えるようになったきっかけ」としている[84]。
  - ベースを始めてから約1年の間はBUMP OF CHICKENやTHE BLUE HEARTSの楽曲をコピーしていた[80]。
  - 中学2年生の頃に親に日本製のフェンダーのベースを買ってもらって以来、同社のベースを使用している[80]。使用ベースはフェンダー・ジャズベースとフェンダー・プレシジョンベース[80]。
  - 『MTV Unplugged』では初めてコントラバスを演奏した[90]。また、「Starry Drama」や「うそつき」など一部の楽曲ではベースに加えてアコースティック・ギターも演奏している[91]。
  - 2024年2月3日、the peggiesの石渡マキコとの結婚を発表[83]。

### 旧メンバー
- 天野 夏実（あまの なつみ、1995年5月22日[92] - ）（30歳） – ベース
  - 初代ベーシストで、長屋の高校時代の同級生[7]。
  - 軽音楽部のベースが欠員していて、長屋が「ちょっとやってくれない？弾けなくていいから」と声をかけたことから参加し、1か月後に脱退[93]。
  - 小学校3年生の時から10年にわたってNHK名古屋児童劇団に所属していた[94]。
  - 2022年現在は東宝芸能に所属しダンサーとして活動している[95][96]。
- 杉江 泰周（すぎえ やすちか、1995年5月10日[97] - ）（30歳） – ドラムス
  - 中京大学附属中京高等学校卒業生[98]。
  - ドラムを始めたきっかけは『太鼓の達人』[99]。
  - 2015年12月10日に脱退。

### サポートメンバー
- 比田井 修（ひだい おさむ[100]、1981年11月24日 - ）（43歳） – ドラムス
  - 神奈川県出身[101]。
  - 2016年より参加[102][103]。
  - School Food Punishmentの元メンバー[104]。
- トガミ コウジ – ドラムス
  - 2016年の『SAKAE SP-RING』（6月5日）出演時や[105]、2018年の『カレーなるバンド天国』（1月7日）出演時に参加[106]。

## 作品

### シングル

#### CDシングル
|                             | 発売日        | タイトル               | 最高位  | 最高位 | 初収録アルバム | RIAJ 認定                         |
| オリコン                    | 発売日        | タイトル               | JPN Hot |        | 初収録アルバム | RIAJ 認定                         |
| --------------------------- | ------------- | ---------------------- | ------- | ------ | -------------- | --------------------------------- |
| 1                           | 2019年11月6日 | sabotage               | 32      | 63     | 『SINGALONG』  |                                   |
| 2                           | 2020年2月19日 | Shout Baby             | 21      | 58     | 『SINGALONG』  | - ゴールド（st）                  |
| 3                           | 2021年2月3日  | 結証                   | 15      | —      | 『Actor』      |                                   |
| 4                           | 2021年8月25日 | LITMUS                 | 16      | 44     | 『Actor』      |                                   |
| 5                           | 2022年4月20日 | 陽はまた昇るから       | 15      | 30     | 『pink blue』  |                                   |
| 6                           | 2022年11月9日 | ミチヲユケ             | 18      | 32     | 『pink blue』  |                                   |
| 7                           | 2023年9月6日  | サマータイムシンデレラ | 17      | 11     | 『Channel U』  | - プラチナ（st）                  |
| 8                           | 2023年12月6日 | 花になって             | 8       | 8      | 『Channel U』  | - ゴールド（dl） - プラチナ（st） |
| 9                           | 2024年3月6日  | Party!!                | 15      | 55     | 『Channel U』  |                                   |
| 「—」はチャート圏外を示す。 |               |                        |         |        |                |                                   |

#### 配信シングル
| 発売日                      | タイトル                 | 最高位      | 最高位 | 初収録CD                       |
| 発売日                      | タイトル                 | オリコン DS | JPN DL | 初収録CD                       |
| --------------------------- | ------------------------ | ----------- | ------ | ------------------------------ |
| 2018年8月4日                | リトルシンガー           | —           | —      | ミニアルバム『溢れた水の行方』 |
| 2019年8月30日               | 想い人                   | —           | —      | フルアルバム『SINGALONG』      |
| 2019年11月27日              | sabotage -acoustic ver.- | —           | —      | 未収録                         |
| 2020年7月31日               | 夏を生きる               | —           | 70     | フルアルバム『SINGALONG』      |
| 2021年3月19日               | たとえたとえ             | 28          | 29     | フルアルバム『Actor』          |
| 2021年6月4日                | ずっとずっとずっと       | 24          | 23     | フルアルバム『Actor』          |
| 2021年7月3日                | アーユーレディー         | —           | 94     | シングル『LITMUS』             |
| 2022年7月4日                | ブレス                   | 17          | 22     | 未収録                         |
| 2023年3月22日               | White Rabbit             | 15          | 18     | フルアルバム『pink blue』      |
| 2024年3月19日               | ナイスアイディア!        | 10          | 10     | フルアルバム『Channel U』      |
| 2024年5月21日               | 夜祭音頭                 | 28          | 29     | 未収録                         |
| 2024年7月9日                | 恥ずかしいか青春は       | 15          | 15     | フルアルバム『Channel U』      |
| 2024年7月30日               | 言えない                 | 9           | 9      | フルアルバム『Channel U』      |
| 2024年9月20日               | 僕らはいきものだから     | 30          | 35     | フルアルバム『Channel U』      |
| 2024年11月13日              | 馬鹿の一つ覚え           | 14          | 13     | フルアルバム『Channel U』      |
| 2025年7月4日                | illusion                 | 11          | 12     | N/A                            |
| 2025年7月18日               | つづく                   | 17          | 15     | N/A                            |
| 「—」はチャート圏外を示す。 |                          |             |        |                                |

### アルバム

#### フルアルバム
|                             | 発売日        | タイトル   | 最高位  | 最高位 |
| オリコン                    | 発売日        | タイトル   | JPN Hot |        |
| --------------------------- | ------------- | ---------- | ------- | ------ |
| 1                           | 2018年3月14日 | 緑黄色社会 | 16      | 20     |
| 2                           | 2020年9月30日 | SINGALONG  | 7       | 8      |
| 3                           | 2022年1月26日 | Actor      | 4       | 4      |
| 4                           | 2023年5月17日 | pink blue  | 8       | 7      |
| 5                           | 2025年2月19日 | Channel U  | 7       | 19     |
| 「—」はチャート圏外を示す。 |               |            |         |        |

#### ミニアルバム
|                             | 発売日        | タイトル           | 最高位  | 最高位 |
| オリコン                    | 発売日        | タイトル           | JPN Hot |        |
| --------------------------- | ------------- | ------------------ | ------- | ------ |
| 1                           | 2017年1月11日 | Nice To Meet You?? | —       | —      |
| 2                           | 2017年8月2日  | ADORE              | 37      | —      |
| 3                           | 2018年11月7日 | 溢れた水の行方     | 17      | 22     |
| 「—」はチャート圏外を示す。 |               |                    |         |        |

#### EP
|          | 発売日        | タイトル  | 最高位  | 最高位 |
| オリコン | 発売日        | タイトル  | JPN Hot |        |
| -------- | ------------- | --------- | ------- | ------ |
| 1        | 2019年5月29日 | 幸せ -EP- | 13      | 20     |

### 映像作品
| 発売日        | タイトル                                      | 最高位 | 最高位 |
| 発売日        | タイトル                                      | DVD    | BD     |
| ------------- | --------------------------------------------- | ------ | ------ |
| 2023年1月4日  | 緑黄色社会 × 日本武道館“20122022”             | 12     | 6      |
| 2024年5月15日 | リョクシャ化計画2023-2024 at 日本ガイシホール | 6      | 6      |

### 会場限定音源
※現在はすべて廃盤となっている。
| タイトル         | 詳細 |
| ---------------- | --- |
| ノンカテゴリ     | - 発売日: 2013年4月4日 - 規格: CD - ジャケット写真に登場する模型はメンバーによるもの。 収録曲 1. 開会式 2. 中距離列車 3. マイルストーンの種                                                    |
| ラストプレゼント | - 発売日: 2014年1月4日 - 規格: CD - 2016年5月26日のライブで完売となった。 収録曲 1. ガラクタ鑑定地 2. 終わらせない日 3. 丘と小さなパラダイム                                                   |
| リアリズム       | - 発売日: 2015年8月6日 - 規格: CD - 2016年11月8日のライブで完売となった。 - 2016年11月18日には「ガラクタ鑑定地」を追加収録した『リアリズム+1』が発売された。 収録曲 1. Alice 2. それなりの生活 |

### 収録作品
| 発売日         | タイトル                                                         | 収録曲                   | 備考 |
| -------------- | ---------------------------------------------------------------- | ------------------------ | --- |
| 2013年12月4日  | TEENAGE LOCK FES! 閃光ライオット2013                             | 「マイルストーンの種」   | 同名のロック・フェスティバルに出演したアーティストによるコンピレーション・アルバムで、新録した音源が収録された。                                                                 |
| 2014年12月10日 | circle of life                                                   | 「丘と小さなパラダイム」 | nothingmanとタワーレコードの共同企画によるコンピレーション・アルバムで、東海エリアを中心に活動しているアーティストの楽曲を集めた作品。愛知県内のタワーレコードで限定発売された。 |
| 2014年12月10日 | TRUST YOUR SOULS "NAGOYA" vol.2                                  | 「丘と小さなパラダイム」 | |
| 2022年11月30日 | プリッと!こんぷりーと クレヨンしんちゃん30周年記念テーマソング集 | 「陽はまた昇るから」     | アニメ放送開始から30周年を迎えた『クレヨンしんちゃん』のテーマソング集。 |
| 2023年12月20日 | EPIC 45 -The History Is Alive-                                   | 「キャラクター」         | EPICレーベル（現Epic Records Japan）創立45周年を記念した3枚組コンピレーション・アルバム。                                                                                        |

### 参加作品
| アーティスト                   | タイトル                                                                  | 収録曲                                               | 備考                                                                                             |
| ------------------------------ | ------------------------------------------------------------------------- | ---------------------------------------------------- | ------------------------------------------------------------------------------------------------ |
| BIGMAMA                        | Roclassick 〜the Last〜                                                   | 「LEMONADE feat. Haruko Nagaya(緑黄色社会)」         | 長屋がゲストボーカルとして参加。                                                                 |
| LiSA                           | LEO-NiNE                                                                  | 「マコトシヤカ」                                     | 穴見がベースで参加。                                                                             |
| SUPER BEAVER feat. 長屋晴子    | 東京 - From THE FIRST TAKE                                                | 「東京 - From THE FIRST TAKE」                       | 長屋がフィーチャリングアーティストとして参加。 アサヒビール「アサヒスーパードライ」WebCMソング。 |
| 吉岡聖恵                       | 凸凹                                                                      | 「凸凹」                                             | レコーディング・メンバーとして参加。                                                             |
| 平畑徹也                       | AMNJK                                                                     | 「サイトシーイング feat. peppe (緑黄色社会)」        | peppeが参加。                                                                                    |
| ナオト・インティライミ         | Secret                                                                    | 「Secret」                                           | 穴見がベースで参加。                                                                             |
| 東京スカパラダイスオーケストラ | JUNK or GEM                                                               | 「青い春のエチュード feat. 長屋晴子（緑黄色社会）」  | 長屋がボーカルとトロンボーンで参加。                                                             |
| いきものがかり                 | いきものがかりmeets                                                       | 「月とあたしと冷蔵庫」                               | いきものがかりのカバー曲。サウンド・プロデュースは穴見とLASTorderが手がけた。                    |
| King & Prince                  | Re:ERA                                                                    | 「ボーイミーツガール」                               | 演奏で参加。                                                                                     |
| 香取慎吾                       | Circus Funk                                                               | 「夢々Ticket(feat. 緑黄色社会)」                     | 演奏で参加。                                                                                     |
| 東京スカパラダイスオーケストラ | NO BORDER HITS 2025→2001 〜ベスト・オブ・東京スカパラダイスオーケストラ〜 | 「Paradise Has No Border feat. NO BORDER ALL STARS」 | 長屋がトロンボーンで参加。                                                                       |

## 楽曲提供
| アーティスト        | タイトル                       | 作詞         | 作曲        | 出典    |
| ------------------- | ------------------------------ | ------------ | ----------- | ------- |
| 大原櫻子            | 透ケルトン                     | 長屋         | 長屋        | [ 151 ] |
| 大原櫻子            | だってこのままじゃ             | 長屋         | 小林        | [ 152 ] |
| DISH//              | ニューノーマル                 | 長屋         | 長屋        | [ 153 ] |
| HIMARI feat. せいや | 愛で溢れたい                   | せいや、小林 | 小林、穴見  | [ 154 ] |
| 吉岡聖恵            | 凸凹                           | 長屋         | 長屋        | [ 155 ] |
| ばんばんざい        | トライアングル                 | 長屋         | peppe       | [ 156 ] |
| 大塚愛              | I was a girl                   | 長屋         | 長屋        | [ 157 ] |
| King & Prince       | ボーイミーツガール             | 長屋         | peppe、穴見 | [ 148 ] |
| LEO                 | I just wanna be myself         | 穴見         | 穴見        | [ 158 ] |
| 香取慎吾            | 夢々Ticket（feat. 緑黄色社会） | 小林         | peppe、穴見 | [ 159 ] |

## タイアップ
| 使用年 | 曲名                                            | タイアップ                                                                                             |
| ------ | ----------------------------------------------- | --- |
| 2017年 | 始まりの歌                                      | HBCテレビ『音ドキッ!』8月度オープニング曲                                                              |
| 2017年 | 始まりの歌                                      | スギヤマ薬品 CMソング                                                                                  |
| 2017年 | リトルシンガー                                  | 沖田円 『きみに届け。はじまりの歌』作中詩                                                              |
| 2018年 | Bitter                                          | AbemaTV『恋愛ドラマな恋がしたい』主題歌                                                                |
| 2018年 | Re                                              | リクルート『Follow Your Heart & Music』2018 参加ソング                                                 |
| 2018年 | 大人ごっこ                                      | HTB『夢チカ18』3月度エンディングテーマ                                                                 |
| 2018年 | 大人ごっこ                                      | HBCテレビ『音ドキッ!』3月度オープニングテーマ                                                          |
| 2018年 | リトルシンガー                                  | 沖田円 『きみに届け。はじまりの歌』スペシャルコラボソング                                              |
| 2018年 | あのころ見た光                                  | テレビ愛知『a-NN♪』11月度エンディングテーマ                                                            |
| 2019年 | にちようび                                      | 日本工学院CMソング                                                                                     |
| 2019年 | 想い人                                          | KADOKAWA配給映画『初恋ロスタイム』主題歌                                                               |
| 2019年 | Alright!!                                       | NHK総合『うまいッ!』テーマソング                                                                       |
| 2019年 | Alright!!                                       | UNIQLO 秋冬ヒートテックインナー 店内放送楽曲                                                           |
| 2019年 | sabotage                                        | TBS系 火曜ドラマ『G線上のあなたと私』主題歌                                                            |
| 2019年 | sabotage -acoustic ver.-                        | TBS系火曜ドラマ『G線上のあなたと私』第7話エンディングテーマ                                            |
| 2020年 | Shout Baby                                      | 読売テレビ・日本テレビ系アニメ『僕のヒーローアカデミア』第4期第2クールエンディングテーマ               |
| 2020年 | スカーレット                                    | 札幌テレビ『熱烈!ホットサンド!』4月のエンドテーマ                                                      |
| 2020年 | 幸せ                                            | 広島県府中町PRアニメ『夢中に幸せ、府中町』主題歌                                                       |
| 2020年 | Mela!                                           | ダリヤ「パルティ カラーリングミルク」CMソング                                                          |
| 2020年 | Mela!                                           | フジテレビ系『林修のニッポンドリル』テーマソング                                                       |
| 2020年 | Mela!                                           | 日本テレビ系『スッキリ』「ひとつになろう！ダンスoneプロジェクト」テーマソング                          |
| 2020年 | Mela!                                           | テレビ東京系『JAPAN COUNTDOWN』9月オープニングテーマ                                                   |
| 2020年 | Brand New World                                 | 中部7県 Honda Cars CMソング                                                                            |
| 2020年 | 夏を生きる                                      | tvk『PRIDE OF KANAGAWA 2020 高校野球』（令和2年度神奈川県高等学校野球大会）テーマソング                |
| 2020年 | LADYBUG                                         | テレビ朝日系『サタデーステーション』『サンデーステーション』オープニングテーマ                         |
| 2020年 | 始まりの歌                                      | 毎日放送『ミント!』エンディング曲                                                                      |
| 2021年 | 結証                                            | 読売テレビ・日本テレビ系アニメ『半妖の夜叉姫』1月クールエンディングテーマ                              |
| 2021年 | Copy                                            | FM802『UPBEAT!』コーナー内「じっくりコトコト こんがりパン Foo! Foo! Foo!」CMソング                     |
| 2021年 | Copy                                            | 東海テレビ『Finder TRIP』番組テーマ曲                                                                  |
| 2021年 | merry-go-round                                  | WOWOW『アーバンスポーツ』番組テーマソング                                                              |
| 2021年 | たとえたとえ                                    | 第93回センバツ MBS公式テーマソング                                                                     |
| 2021年 | たとえたとえ                                    | 毎日放送『MM-TV』2021年4月度エンディングテーマ                                                         |
| 2021年 | たとえたとえ                                    | 札幌テレビ『ハレバレティモンディ』2021年4月・5月度エンディングテーマ                                   |
| 2021年 | たとえたとえ                                    | 船井電機「FUNAI Qdt TV」CMソング                                                                       |
| 2021年 | これからのこと、それからのこと                  | 資生堂「SEA BREEZE」CMソング                                                                           |
| 2021年 | ずっとずっとずっと                              | アサヒビール「アサヒスーパードライ ザ・クール」CMソング                                                |
| 2021年 | sabotage                                        | 北日本放送『ちょこミラ』オープニングテーマ                                                             |
| 2021年 | あのころ見た光                                  | マルホ「ニキビ一緒に治そうProject」テーマソング                                                        |
| 2021年 | アーユーレディー                                | イオンエンターテイメント配給映画『都会のトム&ソーヤ』主題歌                                            |
| 2021年 | 一歩                                            | 北九州市立美術館「ザ・フィンランドデザイン展 ―自然が宿るライフスタイル―」テーマソング                  |
| 2021年 | LITMUS                                          | テレビ朝日系木曜ドラマ『緊急取調室』主題歌                                                             |
| 2021年 | Landscape                                       | スズキ「ソリオ バンディット」CMソング                                                                  |
| 2021年 | Mela!                                           | アリシアクリニック ブランドムービー使用曲                                                              |
| 2021年 | 恋って                                          | ABEMA『恋のコーチは元恋人』主題歌                                                                      |
| 2022年 | キャラクター                                    | 森永製菓「inゼリー」CMソング                                                                           |
| 2022年 | 安心してね                                      | 東海テレビ 『Finder TRIP』番組テーマソング                                                             |
| 2022年 | 陽はまた昇るから                                | 東宝配給アニメ映画『クレヨンしんちゃん もののけニンジャ珍風伝』主題歌                                  |
| 2022年 | S.T.U.D                                         | 東海ラジオ『ガッツナイター』2022年度テーマソング                                                       |
| 2022年 | 大森屋ふりかけ CMソング（オリジナル・アレンジ） | 大森屋「緑黄野菜ふりかけ」愛情弁当篇CMソング                                                           |
| 2022年 | ミチヲユケ                                      | 日本テレビ系水曜ドラマ『ファーストペンギン!』主題歌                                                    |
| 2022年 | Don!!                                           | FUJIFILM「ワクワクがリンクする。」INSTAX mini Link 2篇CMソング                                         |
| 2022年 | Don!! (クリスマスバージョン)                    | FUJIFILM「INSTAX“チェキ”」ワクワククリスマス篇CMソング                                                 |
| 2023年 | Don!!                                           | FUJIFILM「ワクワクがリンクする。INSTAX SQUARE Link篇」「ワクワクがリンクする。INSTAX PalTM篇」CMソング |
| 2023年 | アーユーレディー                                | GAORA『北海道日本ハムファイターズ 春季キャンプLIVE』テーマソング                                       |
| 2023年 | アーユーレディー                                | 北海道放送『あぐり王国北海道NEXT』オープニングテーマ                                                   |
| 2023年 | ジブンセイフク                                  | YKK「それは、はじまりの音 放課後篇」「それは、はじまりの音 夢への挑戦篇」CMソング                      |
| 2023年 | White Rabbit                                    | TOHO animation ミュージックフィルムズ『秘密のはなの庭』タイアップソング                                |
| 2023年 | White Rabbit                                    | 東海テレビ 『Finder TRIP』番組テーマソング                                                             |
| 2023年 | 始まりの歌                                      | 名古屋テレビ『ドデスカ！』『ドデスカ!ドようびデス。』『ドデスカ!+』2023年度テーマ曲                    |
| 2023年 | 愛のかたち                                      | 日本ハム「中華名菜」心の栄養篇CMソング                                                                 |
| 2023年 | Starry Drama                                    | 東京シティ競馬 2023年度CMソング                                                                        |
| 2023年 | サマータイムシンデレラ                          | フジテレビ系月9ドラマ『真夏のシンデレラ』主題歌                                                        |
| 2023年 | マジックアワー                                  | フジテレビ系月9ドラマ『真夏のシンデレラ』挿入歌                                                        |
| 2023年 | 花になって                                      | 日本テレビ系アニメ『薬屋のひとりごと』オープニングテーマ                                               |
| 2023年 | 夢と悪魔とファンタジー                          | ZIP-FM 30th Anniversary Song                                                                           |
| 2024年 | Party!!                                         | TOKYO MXほかアニメ『ダンジョン飯』エンディングテーマ                                                   |
| 2024年 | Tap Tap Dance                                   | ユーキャン「チャレンジユーキャン2024」CMソング                                                         |
| 2024年 | ナイスアイディア!                               | カゴメ「野菜生活100」CMソング                                                                          |
| 2024年 | 始まりの歌                                      | ABEMA『今日、好きになりました。ニャチャン編』主題歌                                                    |
| 2024年 | 想い人                                          | ABEMA『今日、好きになりました。ニャチャン編』挿入歌                                                    |
| 2024年 | 僕らはいきものだから                            | 2024年度『NHK全国学校音楽コンクール』中学校の部 課題曲                                                 |
| 2024年 | 僕らはいきものだから                            | NHK『みんなのうた』8月～9月放送楽曲                                                                    |
| 2024年 | 陽はまた昇るから                                | メ～テレ『ドデスカ!』『ドデスカ!+』2024年度テーマソング                                                |
| 2024年 | 恥ずかしいか青春は                              | ABEMA『今日、好きになりました。』2024年7-2025年3月主題歌                                               |
| 2024年 | 言えない                                        | ABEMA『今日、好きになりました。』2024年7-12月挿入歌                                                    |
| 2024年 | 馬鹿の一つ覚え                                  | 東宝配給映画『六人の嘘つきな大学生』主題歌                                                             |
| 2025年 | Mela!                                           | JRA 2025年年間プロモーションCMソング                                                                   |
| 2025年 | 始まりの歌                                      | メットライフ生命企業ブランド広告使用曲                                                                 |
| 2025年 | つづく                                          | docomo「第24回 ドコモ未来ミュージアム」CMソング                                                        |

## ライブ
ワンマンライブ
- 緑黄色社会ワンマンライブ 〜Nice To Meet You??〜（2017年）
- 東名阪さん Nice To Meet You??（2017年）
- リョクシャ化計画2018（2018年）
- 緑黄色社会ワンマンツアー「溢れた音の行方」（2018年）
- リョクシャ化計画2019（2019年）
- 緑黄色社会 ホールツアー「リョクシャ化計画 2021」（2021年）
- Actor tour 2022（2022年）
- 緑黄色社会×日本武道館“20122022”（2022年）
- pink blue tour 2023（2023年）
- リョクシャ化計画2023-2024（2023年 - 2024年）
- 緑黄色社会 Live House Tour “Laugh”（2024年）
- Channel U tour 2025（2025年）
- Channel Us 2025 at 東京体育館（2025年）

自主企画ライブ
- 緑黄色社会レコ発主催『緑黄色夜祭 vol.1』（2013年）
- 主人公のいない緑黄色夜祭（2014年）
- 緑黄色夜祭レコ発企画『緑黄色夜祭』（2015年）
- 緑黄色社会pre「緑黄色夜祭」（2016年）
- 名古屋大須ell.size×緑黄色社会共同企画 緑黄色夜祭（2016年）
- 緑黄色社会 presents 緑黄色夜祭（2016年）
- 緑黄色夜祭 vol.7（2018年）
- 緑黄色夜祭 vol.8（2018年）
- 緑黄色夜祭 vol.9（2019年）
- 緑黄色夜祭 vol.10（2021年）
- 緑黄色夜祭 vol.11（2022年 - 2023年）
- 緑黄色夜祭 vol.12（2024年）
- 緑黄色大夜祭2024（2024年）

配信
- SINGALONG tour 2020 -夏を生きる-（2020年7月24日）
- SINGALONG tour 2020 -last piece-（2020年12月5日）

## 出演

### テレビドラマ
- G線上のあなたと私 第5話（2019年11月12日、TBS） - 婚活パーティの出席者役（長屋）[264]
- 緊急取調室 第6話（2021年8月26日、テレビ朝日） - 女性警察官役（長屋）[265]
- 真夏のシンデレラ 第9話（2023年9月4日、フジテレビ） - 本人役[266][267]

### 舞台
- ミュージカル「ジャニス」（2022年8月23日 - 26日、東京・東京国際フォーラム ホールA）- エタ・ジェイムス 役（長屋）[268]

### 特別番組
- 緑黄色社会 Special Live "PRISM"（2021年12月11日、WOWOW）[269]
- Venue101 Presents 緑黄色社会 LIVE SPECIAL（2022年9月24日、NHK総合）[270]
- MTV Unplugged Presents: Ryokuoushoku Shakai（2023年4月1日、MTV）[271]

### ラジオ
- BUMP MUSIC（2017年1月12日・26日、2月6日・23日、3月6日・23日、ZIP-FM） ‐ 隔週レギュラー[272]
- Ryoku Talk! Shaka Talk!（2018年12月3日 - 2019年6月24日 、ZIP-FM）
- 802 BINTANG GARDEN「緑黄色社会の社会実験」（2020年7月12日、FM802）[273][注 10]
- アーティスト・プロデュース・スーパー・エディション（2021年7月、JFNC）[275]
- オールナイトニッポン シリーズ（ニッポン放送）
  - 緑黄色社会・長屋晴子のオールナイトニッポン0(ZERO)（2022年1月23日）※長屋のみ[276]
  - 緑黄色社会・長屋晴子のオールナイトニッポンX（2022年4月6日 - 2024年3月27日）※長屋のみ[277]
  - 緑黄色社会のオールナイトニッポンX（2022年9月7日、14日）※9月7日は長屋以外[278]、14日はメンバー全員[279]
- 誰だってNeed music[注 11]（2022年4月3日 - 2023年3月26日、J-WAVE）※小林のみ[280][281]
- 802 BINTANG GARDEN「緑黄色社会の社会見学」（2022年11月6日、FM802）[282]

### CM
- アサヒビール「アサヒスーパードライ ザ・クール」（2021年）※長屋のみ[283]
- カゴメ「野菜生活100」（2024年）[58]

### プロモーション動画
- niko and ...（2021年）[284][285][286][287]

## 連載
- Skream!
  - 「緑黄色社会の社会見学」（2018年12月 - 2020年4月、激ロックエンタテインメント）[288]
  - 「緑黄色社会 穴見真吾の“部屋とけん玉と穴見”」（2020年6月 - 2022年4月、激ロックエンタテインメント）※穴見のみ

## 受賞歴
| 年   | 賞                           | カテゴリ             | 対象                       | 結果       | 注      |
| ---- | ---------------------------- | -------------------- | -------------------------- | ---------- | ------- |
| 2021 | SPACE SHOWER MUSIC AWARDS    | BEST POP ARTIST      | 緑黄色社会                 | ノミネート | [ 289 ] |
| 2021 | MTV Video Music Awards Japan | 最優秀ロックビデオ賞 | 「LITMUS」                 | 受賞       | [ 290 ] |
| 2022 | SPACE SHOWER MUSIC AWARDS    | BEST POP ARTIST      | 緑黄色社会                 | ノミネート | [ 291 ] |
| 2022 | MTV Video Music Awards Japan | 最優秀ポップビデオ賞 | 「キャラクター」           | 受賞       | [ 292 ] |
| 2023 | 令和アニソン大賞             | アーティストソング賞 | 「花になって」             | ノミネート | [ 293 ] |
| 2023 | 第65回日本レコード大賞       | 優秀作品賞           | 「サマータイムシンデレラ」 | 受賞       | [ 56 ]  |